# 高田工業所
株式会社高田工業所（たかだこうぎょうしょ）は、福岡県北九州市八幡西区に本社を置く製鉄・化学プラントの建設などを行う会社である。

## 沿革
- 1940年（昭和15年）9月 - 高田組を創業。
- 1948年（昭和23年）6月 - 株式会社高田工業所を設立。
- 1983年（昭和58年）11月 - 福岡証券取引所に株式上場。
- 1993年（平成5年）1月 - 大阪証券取引所市場第二部に株式上場。
- 2013年（平成25年）7月 - 大証と東証の現物株市場統合に伴い、東証2部に上場。

## 所在地
- 本社・本社工場 - 福岡県北九州市八幡西区
- 君津工場 - 千葉県君津市
- 四日市工場 - 三重県四日市市
- 長浜工場 - 滋賀県長浜市
- 水島工場 - 岡山県倉敷市
- 宇部工場 - 山口県宇部市

## 関連会社
国内
- 高田プラント建設株式会社　（100%）
- 高田サービス株式会社　（100%）

海外
- SINGAPORE TAKADA INDUSTRIES PTE.,LTD.
- SRI TAKADA INDUSTRIES(MALAYSIA)SDN.BHD.
- THAI TAKADA Co.,LTD.